# قلعه ارجناوند
قلعه ارجنا (اراک)، روستایی از توابع بخش مرکزی شهرستان اراک در استان مرکزی ایران است.

## جمعیت
این روستا در دهستان ساروق قرار دارد و براساس سرشماری مرکز آمار ایران در سال ۱۳۸۵، جمعیت آن ۴۶۲ نفر (۹۹خانوار) بوده‌است.